# Nathalie Piquion
Nathalie Piquion (18 de setembro de 1988) é uma tenista profissional francesa, seu melhor ranking de N. 180 de simples, pela WTA.